# The Empty Foxhole
The Empty Foxhole è un album discografico del musicista jazz Ornette Coleman pubblicato dalla Blue Note Records nel 1966.
L'album include performance "non convenzionali" da parte di Coleman che suona anche il violino e la tromba oltre al suo strumento abituale, il sassofono alto, e segna il debutto su disco del figlio di Coleman, Denardo, che all'epoca delle registrazioni aveva solo dieci anni. Proprio per questo fatto, ai tempi il disco fece scalpore per il coinvolgimento del figlio di Coleman, ritenuto un po' troppo giovane per essere sfruttato commercialmente e per essere coinvolto in un progetto discografico professionale.

## Tracce
Tutti i brani sono opera di Ornette Coleman.
1. Good Old Days – 6:45
2. The Empty Foxhole – 3:15
3. Sound Gravitation – 7:15
4. Freeway Express – 8:15
5. Faithful – 7:00
6. Zig Zag – 5:55

## Musicisti
- Ornette Coleman - sassofono contralto (tracce 1, 5 & 6), tromba (tracce 2 & 4), violino (traccia 3)
- Charlie Haden - contrabbasso
- Denardo Coleman - batteria